# Las cosas claras (programa de televisión)
Las cosas claras fue un programa de actualidad y debate presentado por Jesús Cintora y Ane Ibarzábal (en su sustitución), que se emitió en La 1 de Televisión Española, TVE Internacional y RTVE Play desde el 16 de noviembre de 2020 hasta el 22 de julio de 2021, de 12:30 a 15:00 (con un corte en La 1 de 13:55 a 14:13, por la emisión del informativo territorial, mientras que en TVE Internacional y RTVE Play la emisión continuaba, con una pausa de 14:13 a 14:18).

## Formato
Las cosas claras era un programa de actualidad, entretenimiento y análisis, actualidad diaria, inquietudes sociales, económicas, realidades medioambientales, denuncia, consumo, investigación, cultura o meteorología.
El presupuesto total por programa ascendía a 60.661,875 euros y en el trabajaban 50 personas.

## Colaboradores
- Ainhoa Martínez (La Razón)
- Alberto Infante Campos
- Alda Recas
- Alejandra de la Fuente
- Alicia Gutiérrez (Infolibre)
- Ana I. Gracia
- Ana Pardo de Vera (Público)
- Ana Tudela
- Ángela Labordeta
- Antón Losada (Periodista y profesor)
- Borja Barragué
- Carmen Remírez de Ganuza (Periodista)
- Carlos Hernández
- Carlota Guindal
- Carmelo Encinas (20 Minutos)
- Clara Jiménez (Maldita.es)
- Coral Latorre
- Cristina Monge (Politóloga)
- David González Calle
- Daniel López Acuna
- Encarna Samitier (20 Minutos)
- Elvis García González
- Ernesto Ekaizer (Periodista)
- Fede Arias (Reportero)
- Fátima Iglesias (Analista política)
- Fernando Díaz Villanueva
- Fernando Garea (El Confidencial)
- Fernando H. Valls
- Fernando Valladares
- Francisco Simón (Analista político)
- Glòria Marcos (Política y sindicalista)
- Ignacio Ruiz-Jarabo
- Inocencio Arias
- Iñaki Ellakuria
- Irene Castro (ElDiario.es)
- Jacob Petrus (Climatólogo)
- Jaime Palomera
- Javier Aroca (Analista político y antropólogo)
- Javier Casqueiro (El País)
- Javier Gallego (Periodista)
- Jesús Soria
- Joan Carles March
- Joaquín Moeckel (Abogado)
- Joaquim Bosch (Juezas y jueces para la democracia)
- José Apezarena (El Confidencial Digital)
- José Luis Ayllón
- José María Benito
- José Manuel Martín Medem
- Jorge Morales de Labra
- Juan Fernández Miranda (ABC)
- Juan Tortosa
- Juanma Lamet (El Mundo)
- Julián Ezquerra
- Julio Mayol
- Laura Galaup
- Luis Arroyo (Infolibre)
- Manuel Rico (Infolibre)
- María José Landaburu
- María Peral
- Mariela Rubio (Cadena SER)
- May Mariño (Servimedia)
- Miquel Ramos (La Marea)
- Miriam Muro
- Naiara Pinedo (Periodista)
- Paloma Esteban (El Confidencial)
- Olga Rodríguez (Periodista)
- Patricia López (Público)
- Pedro J. Ramírez (El Español)
- Rosa María Artal (Periodista)
- Rubén Sánchez (FACUA)

## Audiencias
| Temporada | Temporada | Episodios | Estreno                 | Final               | Audiencia    | Audiencia         | Audiencia                                                                                |
| Temporada | Temporada | Episodios | Estreno                 | Final               | Espectadores | Cuota de pantalla | Horario                                                                                  |
| --------- | --------- | --------- | ----------------------- | ------------------- | ------------ | ----------------- | ---------------------------------------------------------------------------------------- |
|           | 1.ª       | 173       | 16 de noviembre de 2020 | 22 de julio de 2021 | 522.000      | 7,2%              | 13:00 a 15:00 (Hasta el 15 de enero de 2021)12:30 a 15:00 (Desde el 18 de enero de 2021) |